# Alderängarna
Alderängarna este o arie protejată (arie specială de conservare — SAC, sit de importanță comunitară — SCI) din Suedia întinsă pe o suprafață de 114,5 ha, integral pe uscat.

## Localizare
Centrul sitului Alderängarna este situat la coordonatele 61°02′51″N 14°25′55″E / 61.0476°N 14.432°E.

## Înființare
Situl Alderängarna a fost declarat sit de importanță comunitară în ianuarie 1997 pentru a proteja 3 specii de animale. Situl a fost protejat și ca arie specială de conservare în martie 2011.

## Biodiversitate
Situată în ecoregiunea boreală, aria protejată conține 5 habitate naturale: Pajiști aluvionare boreale nordice, Pajiști cu Molinia pe soluri calcaroase, turboase sau argilos-nămoloase (Molinion caeruleae), Cursuri de apă de la nivel de câmpie la nivel montan, cu vegetație Ranunculion fluitantis și Callitricho-Batrachion, Păduri aluvionare cu Alnus glutinosa și Fraxinus excelsior (Alno-Padion, Alnion incanae, Salicion albae), Taiga vestică.
La baza desemnării sitului se află mai multe specii protejate:
- nevertebrate (2): Dytiscus latissimus, fluturele auriu (Euphydryas aurinia)
- pești (1): zglăvoacă (Cottus gobio)